# U-19-Basketball-Weltmeisterschaft
Die U-19-Basketball-Weltmeisterschaft der Herren ist ein von der FIBA veranstalteter Basketball-Wettbewerb für Männer unter 19 Jahren. Er wird seit 1979 ausgetragen.

## Platzierung
| Jahr | Austragungsland /-Ort       | Gold               | Silber             | Bronze             |
| ---- | --------------------------- | ------------------ | ------------------ | ------------------ |
| 1979 | Brasilien (Salvador)        | Vereinigte Staaten | Brasilien          | Argentinien        |
| 1983 | Spanien (Palma)             | Vereinigte Staaten | Sowjetunion        | Brasilien          |
| 1987 | Italien (Bormio)            | Jugoslawien        | Vereinigte Staaten | Italien            |
| 1991 | Kanada (Edmonton)           | Vereinigte Staaten | Italien            | Argentinien        |
| 1995 | Griechenland (Athen)        | Griechenland       | Australien         | Spanien            |
| 1999 | Portugal (Lissabon)         | Spanien            | Vereinigte Staaten | Kroatien           |
| 2003 | Griechenland (Thessaloniki) | Australien         | Litauen            | Griechenland       |
| 2007 | Serbien (Novi Sad)          | Serbien            | Vereinigte Staaten | Frankreich         |
| 2009 | Neuseeland (Auckland)       | Vereinigte Staaten | Griechenland       | Kroatien           |
| 2011 | Lettland (Riga)             | Litauen            | Serbien            | Russland           |
| 2013 | Tschechien (Prag)           | Vereinigte Staaten | Serbien            | Litauen            |
| 2015 | Griechenland (Heraklion)    | Vereinigte Staaten | Kroatien           | Türkei             |
| 2017 | Ägypten (Kairo)             | Kanada             | Italien            | Vereinigte Staaten |
| 2019 | Griechenland (Heraklion)    | Vereinigte Staaten | Mali               | Frankreich         |
| 2021 | Lettland (Daugavpils/Riga)  | Vereinigte Staaten | Frankreich         | Kanada             |
| 2023 | Ungarn (Debrecen)           | Spanien            | Frankreich         | Türkei             |
| 2025 | Schweiz (Lausanne)          | Vereinigte Staaten | Deutschland        | Slowenien          |
| 2027 | Tschechien                  |                    |                    |                    |
| 2029 | Indonesien                  |                    |                    |                    |

### Medaillenspiegel
| Medaillenspiegel (inklusive WM 2025) | Medaillenspiegel (inklusive WM 2025) | Medaillenspiegel (inklusive WM 2025) | Medaillenspiegel (inklusive WM 2025) | Medaillenspiegel (inklusive WM 2025) | Medaillenspiegel (inklusive WM 2025) |
| Platz                                | Land                                 | Gold                                 | Silber                               | Bronze                               | Gesamt                               |
| ------------------------------------ | ------------------------------------ | ------------------------------------ | ------------------------------------ | ------------------------------------ | ------------------------------------ |
| 1                                    | Vereinigte Staaten                   | 9                                    | 3                                    | 1                                    | 13                                   |
| 2                                    | Spanien                              | 2                                    | 0                                    | 1                                    | 3                                    |
| 3                                    | Serbien                              | 1                                    | 2                                    | 0                                    | 3                                    |
| 4                                    | Griechenland                         | 1                                    | 1                                    | 1                                    | 3                                    |
|                                      | Litauen                              | 1                                    | 1                                    | 1                                    | 3                                    |
| 6                                    | Australien                           | 1                                    | 1                                    | 0                                    | 2                                    |
| 7                                    | Kanada                               | 1                                    | 0                                    | 1                                    | 2                                    |
| 8                                    | Jugoslawien                          | 1                                    | 0                                    | 0                                    | 1                                    |
| 9                                    | Frankreich                           | 0                                    | 2                                    | 2                                    | 4                                    |
| 10                                   | Italien                              | 0                                    | 2                                    | 1                                    | 3                                    |
| 11                                   | Kroatien                             | 0                                    | 1                                    | 2                                    | 3                                    |
| 12                                   | Brasilien                            | 0                                    | 1                                    | 1                                    | 2                                    |
| 13                                   | Mali                                 | 0                                    | 1                                    | 0                                    | 1                                    |
|                                      | Sowjetunion                          | 0                                    | 1                                    | 0                                    | 1                                    |
|                                      | Deutschland                          | 0                                    | 1                                    | 0                                    | 1                                    |
| 15                                   | Argentinien                          | 0                                    | 0                                    | 3                                    | 3                                    |
| 16                                   | Türkei                               | 0                                    | 0                                    | 2                                    | 2                                    |
| 17                                   | Russland                             | 0                                    | 0                                    | 1                                    | 1                                    |
|                                      | Slowenien                            | 0                                    | 0                                    | 1                                    | 1                                    |